# Montaillé
Montaillé là một xã trong tỉnh Sarthe trong vùng Pays-de-la-Loire ở tây bắc nước Pháp. Xã này có diện tích 30,6 km2, dân số năm 2006 là 541 người